# Lithophane jezoensis
Lithophane jezoensis är en fjärilsart som beskrevs av Matsumura. Lithophane jezoensis ingår i släktet Lithophane och familjen nattflyn. Inga underarter finns listade i Catalogue of Life.